# Pawel Christow
Pawel Christow (bulgarisch Павел Христов; * 3. Februar 1951) ist ein ehemaliger bulgarischer Ringer. Er war mehrfacher Medaillengewinner bei Welt- und Europameisterschaften im griechisch-römischen Stil im Papiergewicht.

## Werdegang
Pawel Christow entwickelte sich in Bulgarien zu Beginn der 1970er Jahre zu einem der besten bulgarischen und später zu einem der weltbesten Papiergewichtler (Gewichtsklasse bis 48 kg Körpergewicht) im griechisch-römischen Stil. Als Konkurrenten hatte er in Bulgarien vor allem Stefan Angelow und Georgi Georgiew, mit denen er um die Startplätze bei den internationalen Meisterschaften zu kämpfen hatte. 
1973 startete Pawel Christow erstmals bei einer internationalen Meisterschaft und wurde bei der Europameisterschaft in Helsinki mit Siegen über Xhelil Cibaku, Albanien u. Ferenc Seres, Ungarn, und Unentschieden gegen den Olympiasieger von 1972 Gheorghe Berceanu aus Rumänien und Wladimir Nezwetajew aus der Sowjetunion Vize-Europameister.
Trotz dieses hervorragenden Resultates wurde er dann erst wieder bei der Europameisterschaft 1975 in Ludwigshafen am Rhein eingesetzt. Dort siegte er über Martin Svaty aus der CSSR, Dietmar Hinz aus der DDR und Ferenc Seres, verlor aber gegen Alexei Schumakow aus der UdSSR und Constantin Alexandru aus Rumänien und rutschte dadurch auf den 4. Platz ab. 
In den nächsten Jahren bestritt Pawel Christow einige erstklassig besetzte internationale Turniere, von denen er mehrere gewann und dabei so gute Ringer wie Wladimir Schatumow, UdSSR Ryszard Swierad aus Polen, Dietmar Hinz, Constantin Alexandru und Totju Andonow, Bulgarien, hinter sich ließ. Seinen nächsten Start bei einer internationalen Meisterschaft hatte er erst wieder bei der Europameisterschaft 1979 in Bukarest. Dort besiegte er den späteren Olympiasieger Vincenzo Maenza aus Italien, Jozsef Santha aus Ungarn, Salih Bora aus der Türkei und Anatoli Bosin aus der UdSSR. Im Finale verlor er gegen Constantin Alexandru, wurde damit aber erneut Vize-Europameister. 1979 startete er auch bei der Weltmeisterschaft in San Diego, wo ihm Siege über Wieslaw Kucinski, Polen, Atsuji Miyahara, Japan u. Greg Williams aus den Vereinigten Staaten gelangen. Gegen Alexei Schumakow und Constantin Alexandru verlor er aber wieder, gewann aber trotzdem eine WM-Bronzemedaille.
Im Jahre 1980 schaffte es Pawel Christow sich für die Olympischen Spiele in Moskau zu qualifizieren. Er kam dort zu Siegen über Kent Andersson aus Schweden, Vincenzo Maenza u. Reijo Haaparanta aus Finnland. In den entscheidenden Kämpfen um eine Medaille verlor er aber gegen Constantin Alexandru und Saksylik Uschkempirow aus der UdSSR und verpasste damit mit dem 4. Platz knapp eine Medaille.
Nach diesen Olympischen Spielen beendete Pawel Christow seine internationale Ringerlaufbahn. Über seinen weiteren Lebensweg ist nichts bekannt.

## Erfolge
| Jahr | Platz | Wettbewerb                                                          | Gewichtsklasse | |
| 1972 | 2.    | Göteborg Cup                                                        | Papier         | hinter Alexei Schumakow, UdSSR, vor Kauko Naavala, Schweden |
| 1973 | 1.    | Klippan-Turnier                                                     | Papier         | vor Petrow, Bulgarien u. Aslund, Schweden |
| 1973 | 1.    | "Pytlasinski"-Turnier in Warschau                                   | Papier         | vor Wladimir Schatumow, UdSSR u. Constantin Alexandru, Rumänien                                                                                                   |
| 1973 | 2.    | EM in Helsinki                                                      | Papier         | mit Siegen über Xhelil Cibaku, Albanien u. Ferenc Seres, Ungarn u. Unentschieden gegen Gheorghe Berceanu, Rumänien u. Wladimir Nezwetajew, UdSSR                  |
| 1973 | 2.    | Großer Preis der Bundesrepublik Deutschland in Moosburg an der Isar | Papier         | hinter Günter Maas, BRD, vor Ryszard Swierad, Polen |
| 1975 | 1.    | Klippan-Turnier                                                     | Papier         | vor Wladimir Schatumow und Kalle Tegelberg, Schweden |
| 1975 | 4.    | EM in Ludwigshafen am Rhein                                         | Papier         | mit Siegen über Martin Svaty, CSSR, Dietmar Hinz, DDR u. Ferenc Seres u. Niederlagen gegen Alexei Schumakow und Constantin Alexandru                              |
| 1976 | 1.    | Klippan-Turnier                                                     | Papier         | vor Dietmar Hinz und Wieslaw Kucinski, Polen |
| 1977 | 3.    | Klippan-Turnier                                                     | Papier         | hinter Anatoli Bosin, UdSSR, vor Ronny Sidge, Norwegen und Jürgen Kleer, BRD                                                                                      |
| 1979 | 1.    | Klippan-Turnier                                                     | Papier         | vor Totju Andonow, Bulgarien u. Mansson, Schweden |
| 1979 | 2.    | EM in Bukarest                                                      | Papier         | mit Siegen über Vincenzo Maenza, Italien, Jozsef Santha, Ungarn, Salih Bora, Türkei u. Anatoli Bosin u. einer Niederlage gegen Constantin Alexandru               |
| 1979 | 3.    | WM in San Diego                                                     | Papier         | mit Siegen über Wieslaw Kucinski, Atsuji Miyahara, Japan und Greg Williams, USA u. Niederlagen gegen Alexei Schumakow und Constantin Alexandru                    |
| 1980 | 4.    | OS in Moskau                                                        | Papier         | mit Siegen über Kent Andersson, Schweden, Vincenzo Maenza u. Reijo Haaparanta, Finnland u. Niederlagen gegen Constantin Alexandru u. Saksylik Uschkempirow, UdSSR |

Anm.: alle Wettkämpfe im griechisch-römischen Stil, OS = Olympische Spiele, WM = Weltmeisterschaft, EM = Europameisterschaft, Papiergewicht, damals bis 48 kg Körpergewicht